# Krînîțea, Nosivka
Krînîțea (în ucraineană Криниця) este un sat în comuna Cervoni Partîzanî din raionul Nosivka, regiunea Cernihiv, Ucraina.

## Demografie
Componența lingvistică a localității Krînîțea
     Ucraineană (97,15%)
     Rusă (2,03%)
     Alte limbi (0,41%)
Conform recensământului din 2001, majoritatea populației localității Krînîțea era vorbitoare de ucraineană (97,15%), existând în minoritate și vorbitori de rusă (2,03%).